# Контора Слов'янської міської товарної станції
Контора Слов'янської міської товарної станції — споруда залізничної станції Слов'янськ-Вітка. Пам'ятка архітектури та містобудування Слов'янська.

## Історія
У 1887 році на насипу з ракушняка, витягнутого земснарядом з дна річки Торець, була проведена Слов'янська міська залізнична гілка від станції Слов'янськ до станції Слов'янськ-Вітка. Спорудження міської гілки дало новий поштовх в розвитку міста і курорту. 
У 1900 році на території станції із червоної цегли було споруджено приміщення контори.
На початку 1966 року виконкомом Донецької обласної ради було прийнято рішення про знесення лінії від станції Слов'янськ-Вітка до станції соледобувного заводу, тому лінія стала тупиковою.

## Адреса

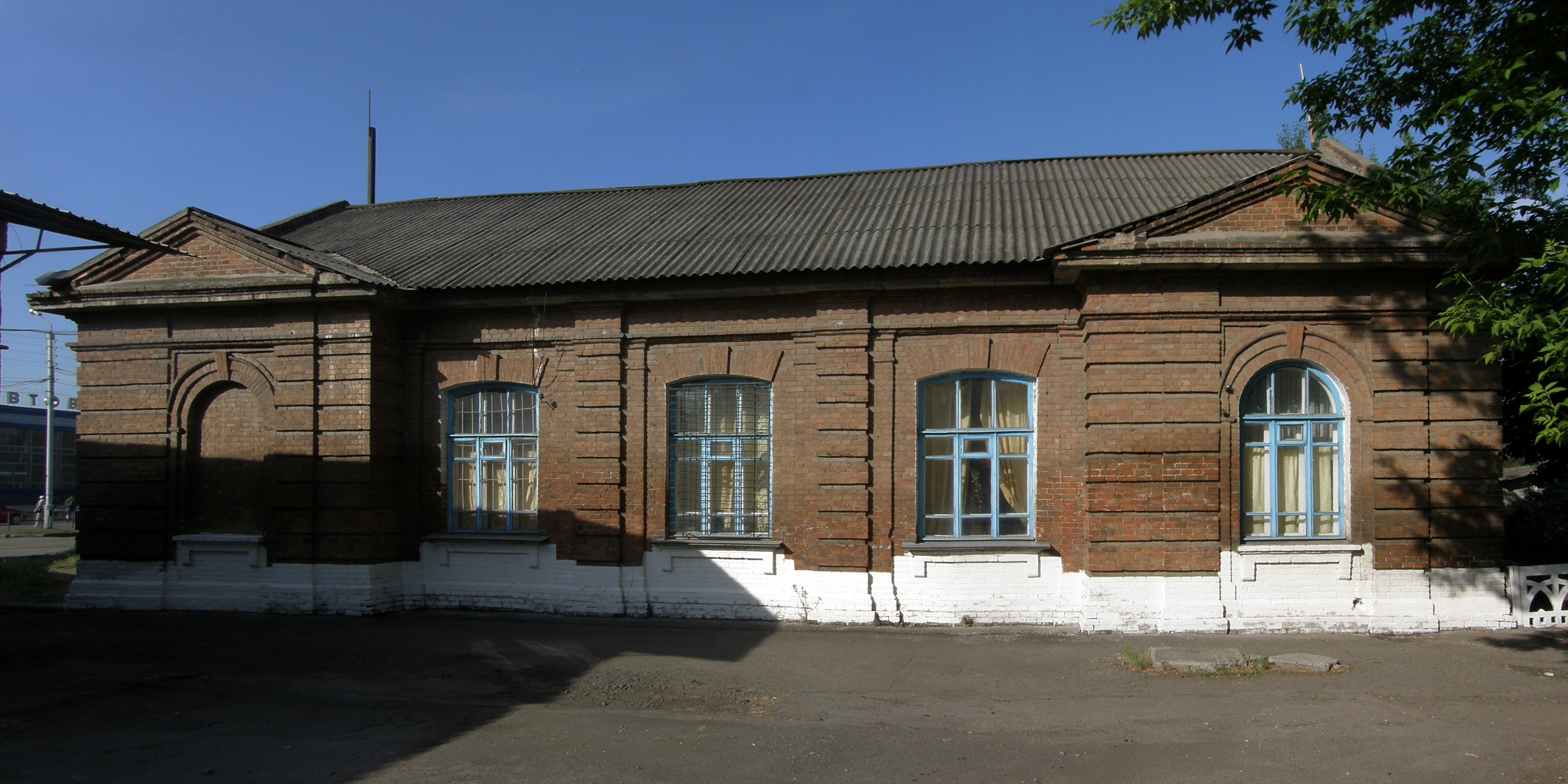
Фасад контори

Місто Слов'янськ, вулиця Центральна, 46. Район приміського автовокзалу.
1. ↑  29 памятников архитектуры местного значения Славянска. Деловой Славянск (ru-UA) . 29 січня 2017. Архів оригіналу за 7 серпня 2022. Процитовано 7 серпня 2022.